# الفرافرة
واحة الفرافرة هي واحة صغيرة بصحراء مصر الغربية عاصمتها قصر الفرافرة، وتقع على بعد 170 كم جنوب الواحات البحرية. تبعد عن القاهرة 627 كم عبر طريق القاهرة الواحات الصحراوي. ذاعت شهرتها في العالم ووضعت تحت الأضواء سياحيا وعلميا بسبب موقعها وتاريخها ونوعية صخورها وأشكالها وجوها المشمس الدافئ وجبال الكريستال بمنطقة الفرافرة.

## واحة الفرافرة
تعتبر واحة الفرافرة قرية واحدة، وهي الأكثر عزلة من واحات الوادي الجديد، وتشتهر واحة الفرافرة بتقاليدها وعاداتها القوية. يقع الجزء الأقدم للقرية على سفح تل بجانب بساتين نخيل محاطة بالنخيل، وتوجد على مسافة قريبة منها ينابيع الكبريت الحارة وبحيرة المفيد. كما يحيط بالواحة عدد من العيون الطبيعية وكثير من أشجار النخيل والزيتون.
كما يوجد بالواحة بئر تسمى «بئر ستة» وتوجد على بعد ستة كيلومترات إلى الغرب من مدينة الفرافرة وتبلغ درجة حرارة مائها 24 مئوية على مدار العام. وتوجد بها الصحراء البيضاء ذات الشهرة العالمية التي يقصدها السائحون من جميع أنحاء العالم، والتي أصبحت محمية طبيعية في العام 2002م تبلغ مساحتها 3010 كم.
لعهد قريب كانت الطرق المؤدية للفرافرة سواء من واحة البحرية أو من الداخلة غير مرصوفة وكانت الرحلة إلى الفرافرة من أشد ما يتعرض له الباحثون من الدارسين في مختلف فروع المعرفة سواء تاريخية أو جيولوجية أو نباتية. ولكن الآن أصبحت تربط واحة الفرافرة بالواحات الأخرى وبوادي النيل بواسطة شبكة جيدة من المواصلات البرية

## التاريخ
يرجع تاريخ واحة الفرافرة إلى العصر الفرعوني فقد ورد ذكرها في عدد من الوثائق المصرية القديمة خاصة منذ الأسرة العاشرة في القرن الحادي والعشرين قبل الميلاد وكانت تسمى «تا أحت» أي أرض البقرة وأطلق عليها المصريين القدماء هذا اللقب لكثرة المراعي والأبقار بها.
في العصور الرومانية كانت الفرافرة والواحات الداخلة والواحات البحرية هي أرض الحبوب للإمبراطورية الرومانية وسُمّيت أرض الغلال، وتوجد في وسط الفرافرة بقايا قصر يسمى قصر الفرافرة مشيّد بالطوب اللبن وقصر أبو منقار وهي آثار بقايا أبنية ترجع إلى العصر الروماني كما يوجد بضع مقابر أخرى صخرية خالية من النقوش وبقايا معبد روماني عند منطقة تدعى «عين بس».
في العصر المسيحي الأول كانت الفرافرة ملاذاً للمصريين المسيحيين الذين اضطهدهم الرومان و فرَّ كثير من المسيحيين إلى الفرافرة وتركوا بصماتهم واضحة في مناطق القس أبوسعيد وعين أبشواي ووادي حنس وكلها أسماء مسيحية مصرية. خلال فترات كثيرة من التاريخ القديم بعد دخول الفتح الإسلامي مصر ازدهرت تجارة البلح والزيتون بين الفرافرة ووادي النيل فكانت قوافل الجمال تحمل منتجات الواحة إلى ديروط على النيل وترجع بالأقمشة والشاي وكل ما تنتجه أرض وادي النيل والفرافرة.
خبت الفرافرة بعض الوقت لتظهر أهميتها العلمية والتي دفعت الخديوي إسماعيل والي مصر إلى تحويل رحلة العالم الألماني الشهير جيرهارد رولف عام 1874م لمعرفة ما إذا كان هناك حقيقة نهر بلا ماء في المنطقة أم لا، وحاول رولف اختراق بحر الرمال الأعظم والذي يقع إلى الغرب من الفرافرة وبعرض 300 كم إلى ليبيا فلم يتمكن، ومن ثم اتجه شمالا بقافلة مكونة من 100 جمل و 90 رجلا منهم 12 ألمانيا في مختلف فروع العلم سواء الجيولوجيا ـ النبات ـ الحيوان ـ الآثار ـ الفلك ـ المساحة ونشر كتابه الشهير ثلاثة أشهر في الصحراء الغربية.

## الجغرافيا

### المناخ
| البيانات المناخية لـلفرافرة        | البيانات المناخية لـلفرافرة | البيانات المناخية لـلفرافرة | البيانات المناخية لـلفرافرة | البيانات المناخية لـلفرافرة | البيانات المناخية لـلفرافرة | البيانات المناخية لـلفرافرة | البيانات المناخية لـلفرافرة | البيانات المناخية لـلفرافرة | البيانات المناخية لـلفرافرة | البيانات المناخية لـلفرافرة | البيانات المناخية لـلفرافرة | البيانات المناخية لـلفرافرة | البيانات المناخية لـلفرافرة |
| الشهر                              | يناير                       | فبراير                      | مارس                        | أبريل                       | مايو                        | يونيو                       | يوليو                       | أغسطس                       | سبتمبر                      | أكتوبر                      | نوفمبر                      | ديسمبر                      | المعدل السنوي               |
| ---------------------------------- | --------------------------- | --------------------------- | --------------------------- | --------------------------- | --------------------------- | --------------------------- | --------------------------- | --------------------------- | --------------------------- | --------------------------- | --------------------------- | --------------------------- | --------------------------- |
| الدرجة القصوى °م (°ف)              | 31.8 (89.2)                 | 37.2 (99.0)                 | 41.5 (106.7)                | 46.4 (115.5)                | 47.5 (117.5)                | 47.8 (118.0)                | 44.7 (112.5)                | 45.1 (113.2)                | 43.4 (110.1)                | 42.6 (108.7)                | 37.8 (100.0)                | 31.2 (88.2)                 | 47.8 (118.0)                |
| متوسط درجة الحرارة الكبرى °م (°ف)  | 20.0 (68.0)                 | 22.4 (72.3)                 | 26.2 (79.2)                 | 31.6 (88.9)                 | 35.4 (95.7)                 | 37.8 (100.0)                | 37.8 (100.0)                | 37.3 (99.1)                 | 35.1 (95.2)                 | 31.2 (88.2)                 | 25.5 (77.9)                 | 21.1 (70.0)                 | 30.1 (86.2)                 |
| المتوسط اليومي °م (°ف)             | 12.0 (53.6)                 | 14.0 (57.2)                 | 17.8 (64.0)                 | 22.8 (73.0)                 | 27.0 (80.6)                 | 29.4 (84.9)                 | 30.3 (86.5)                 | 29.9 (85.8)                 | 27.2 (81.0)                 | 23.1 (73.6)                 | 17.6 (63.7)                 | 13.6 (56.5)                 | 22.1 (71.8)                 |
| متوسط درجة الحرارة الصغرى °م (°ف)  | 4.1 (39.4)                  | 6.0 (42.8)                  | 9.2 (48.6)                  | 13.8 (56.8)                 | 17.9 (64.2)                 | 20.6 (69.1)                 | 21.9 (71.4)                 | 21.5 (70.7)                 | 19.5 (67.1)                 | 15.6 (60.1)                 | 10.1 (50.2)                 | 5.6 (42.1)                  | 13.8 (56.8)                 |
| أدنى درجة حرارة °م (°ف)            | −3.3 (26.1)                 | −2.2 (28.0)                 | −0.2 (31.6)                 | 2.9 (37.2)                  | 7.6 (45.7)                  | 13.9 (57.0)                 | 16.9 (62.4)                 | 16.8 (62.2)                 | 13.5 (56.3)                 | 7.3 (45.1)                  | 0.6 (33.1)                  | −2.1 (28.2)                 | −3.3 (26.1)                 |
| الهطول مم (إنش)                    | 1 (0.0)                     | 0 (0)                       | 0 (0)                       | 0 (0)                       | 0 (0)                       | 0 (0)                       | 0 (0)                       | 0 (0)                       | 0 (0)                       | 0 (0)                       | 1 (0.0)                     | 0 (0)                       | 2 (0.1)                     |
| متوسط أيام هطول الأمطار (≥ 1.0 mm) | 0.1                         | 0.1                         | 0                           | 0.1                         | 0                           | 0                           | 0                           | 0                           | 0                           | 0                           | 0                           | 0                           | 0.3                         |
| متوسط الرطوبة النسبية (%)          | 51                          | 43                          | 38                          | 29                          | 26                          | 26                          | 28                          | 31                          | 36                          | 42                          | 55                          | 53                          | 38.2                        |
| المصدر #1: NOAA                    |                             |                             |                             |                             |                             |                             |                             |                             |                             |                             |                             |                             |                             |
| المصدر #2: Climate Charts          |                             |                             |                             |                             |                             |                             |                             |                             |                             |                             |                             |                             |                             |

## السياحة
اكتسبت واحة الفرافرة شهرة سياحية عالمية مؤخرا حتى أصبحت تنافس مدينة الأقصر في شهرتها السياحية حيث يقصدها مجموعات عديدة من البشر ما بين عالم ومغامر وطالب هدوء وراحة وعلاج من البرد القارس الذي يسود أوروبا وأمريكا، كما أصبحت الفرافرة حاليا مزارا لكثير من رحلات السفاري وعشاق الطبيعة والعلم لوجود أرض طباشيرية إلى الشمال من الواحة والمعروفة باسم الصحراء البيضاء وبها من الأشكال الطبيعية ما ينبهر به السائح، فقد شكٌلت الرياح كثيرا من الأنماط الصخرية على هيئة عش الغراب وأخرى على هيئة أعمدة حجرية بيضاء أو حوائط طباشيرية أو مخروطية الشكل، وأصبحت المنطقة متعة للسائحين يقفون فيها أياما طويلة يتمتعون بجوها الخلاب والهدوء ومناظرها العظيمة فهي تبدو من بعيد كأنها مدينة سكنية وعندما تقترب منها تظنها جبالا ثلجية لنصاعة بياضها وإذا وقفت أمام صخورها تظنها تماثيل صنعها فنان ماهر.
إلى الشمال من الفرافرة في الطريق إلى الواحات البحرية وعلى بعد 80 كم توجد بللورات الكالسيت الجميلة البيضاء في موقع فريد كفيلة بأن تكون الفرافرة تتربع على عرش السياحة العلمية والسياحية.

## معرض صور

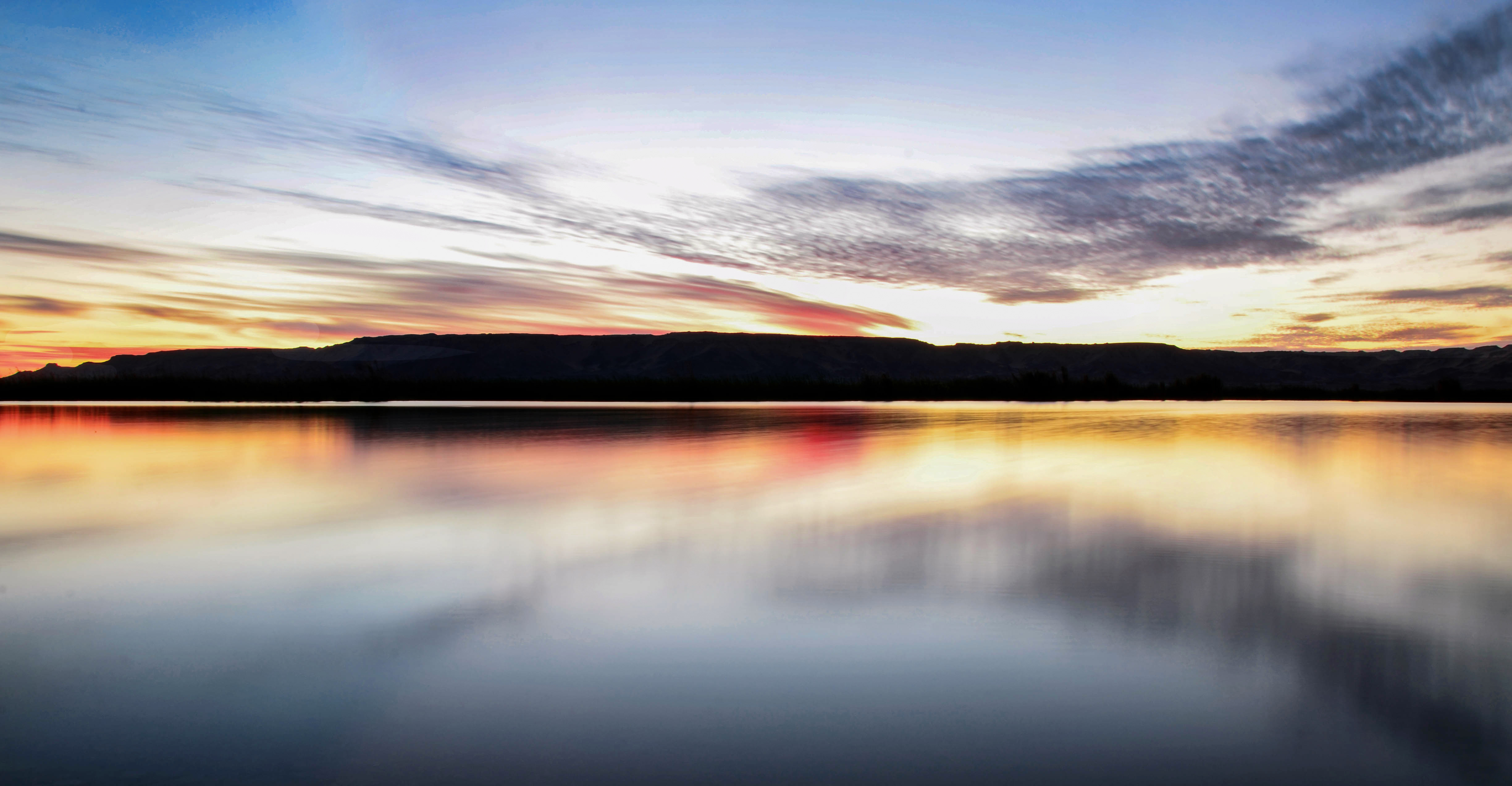
الصحراء البيضاء بواحة الفرافرة
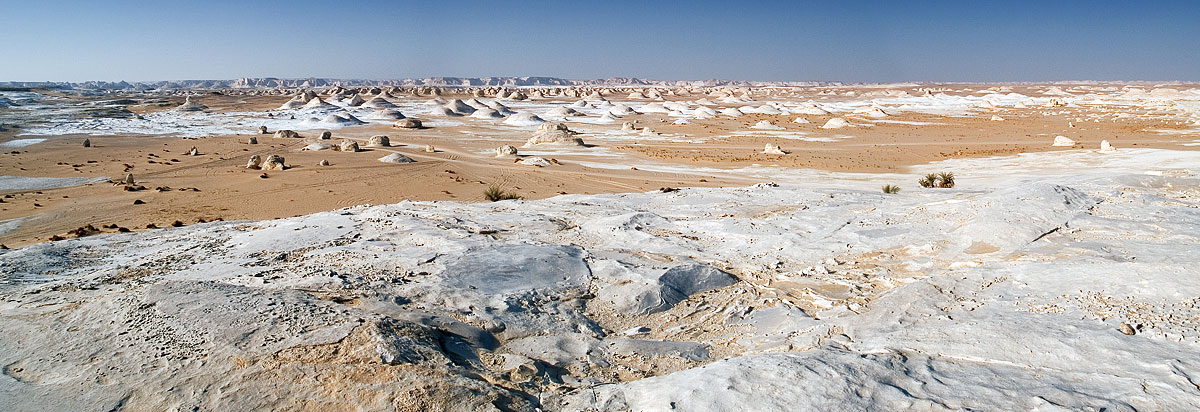
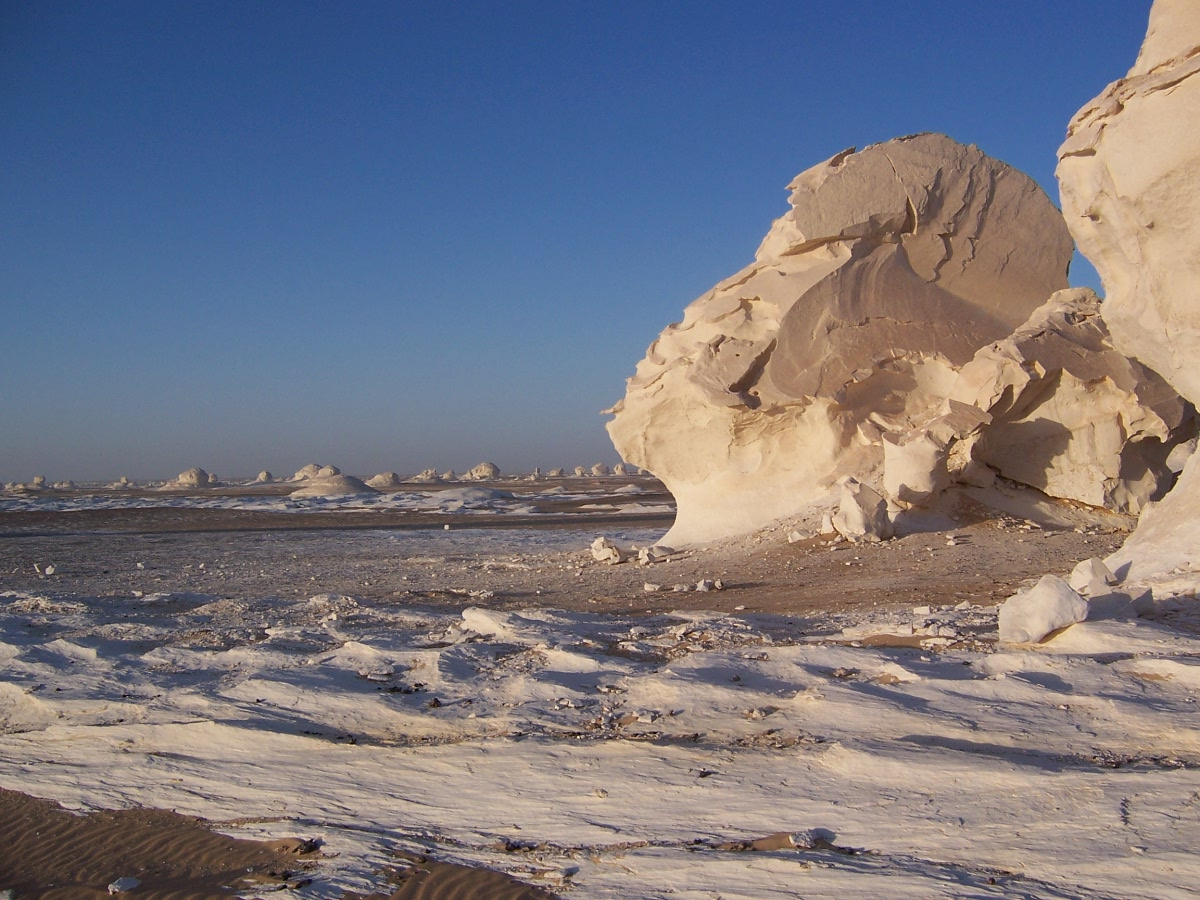
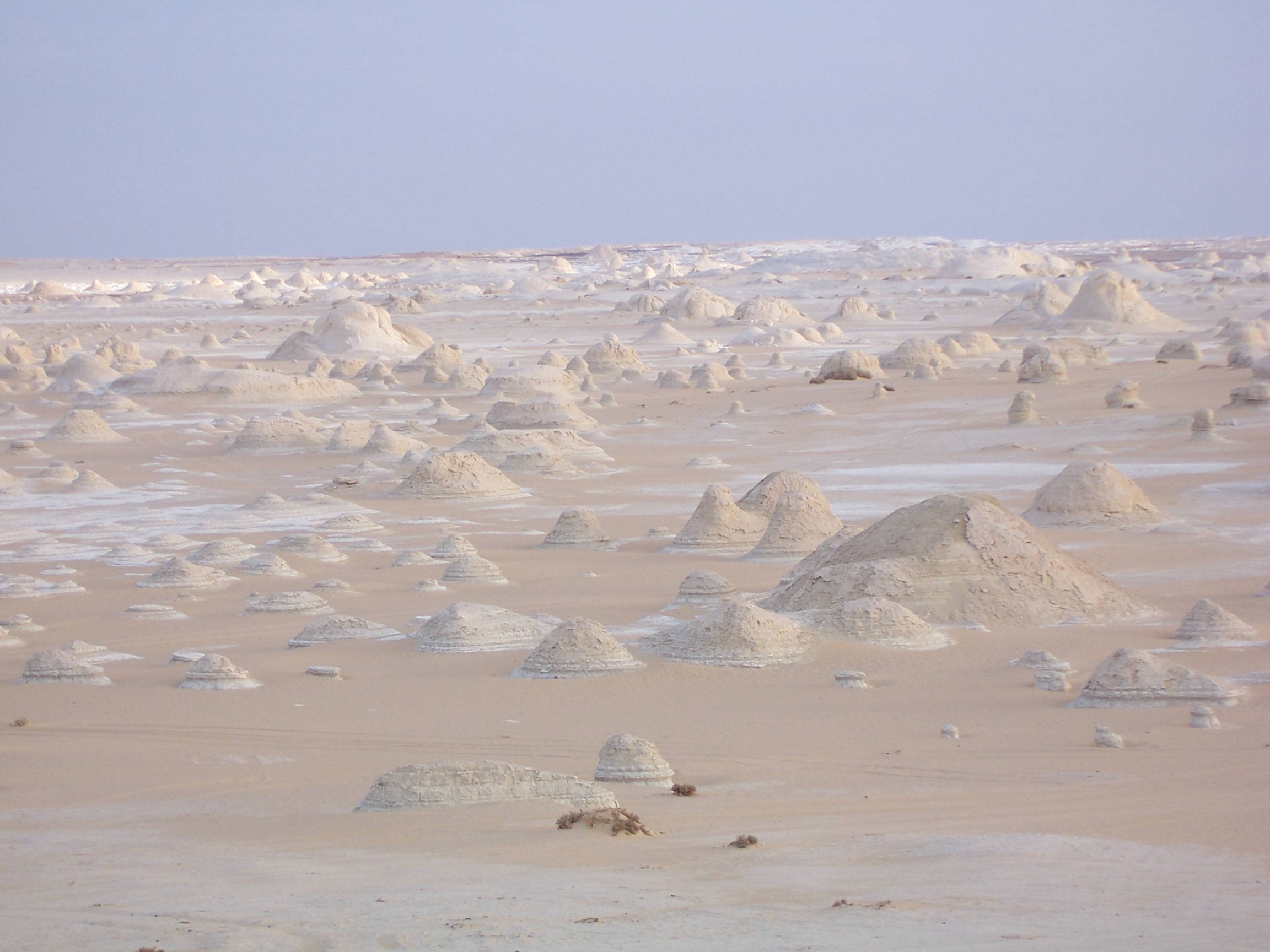
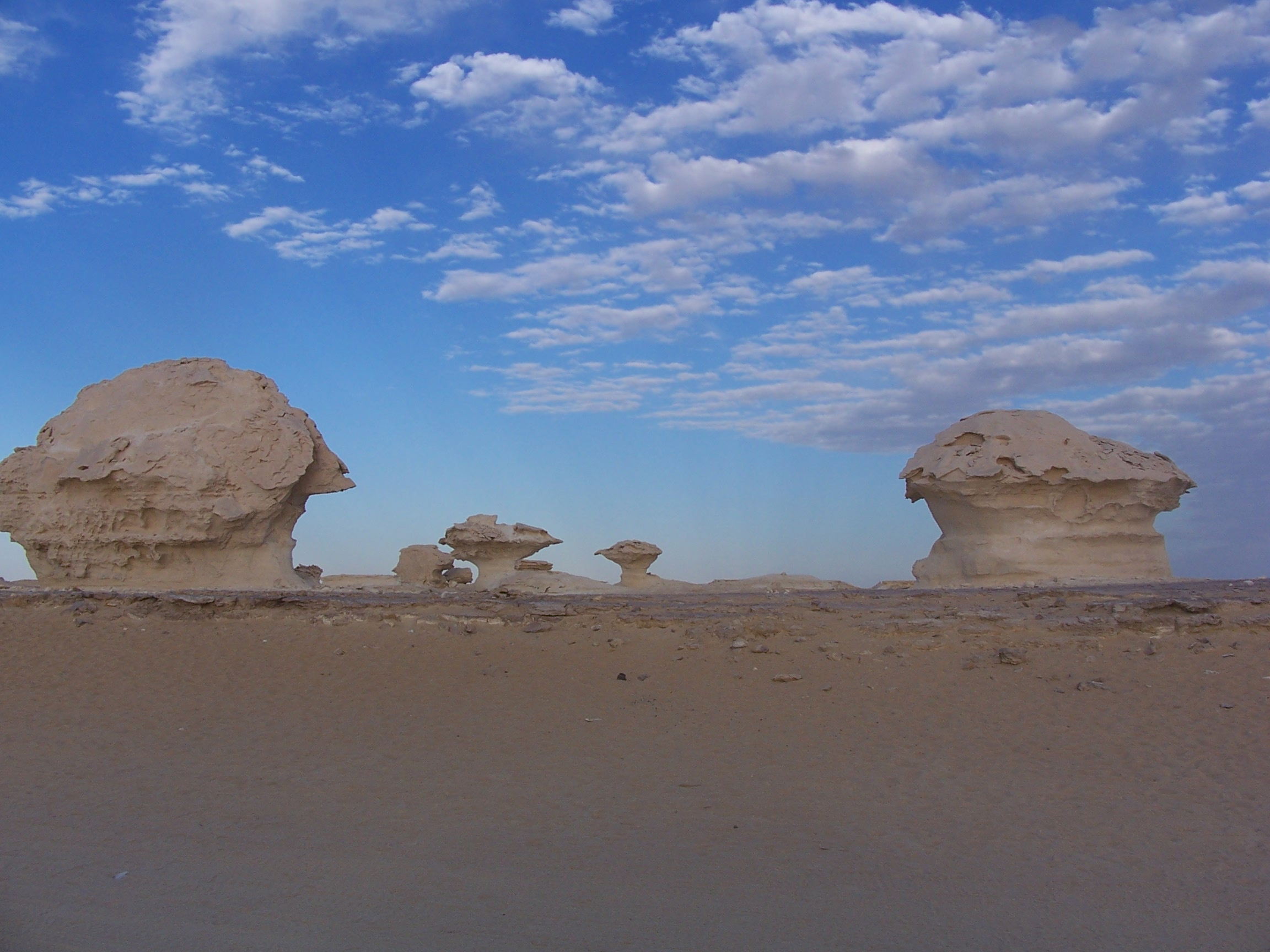
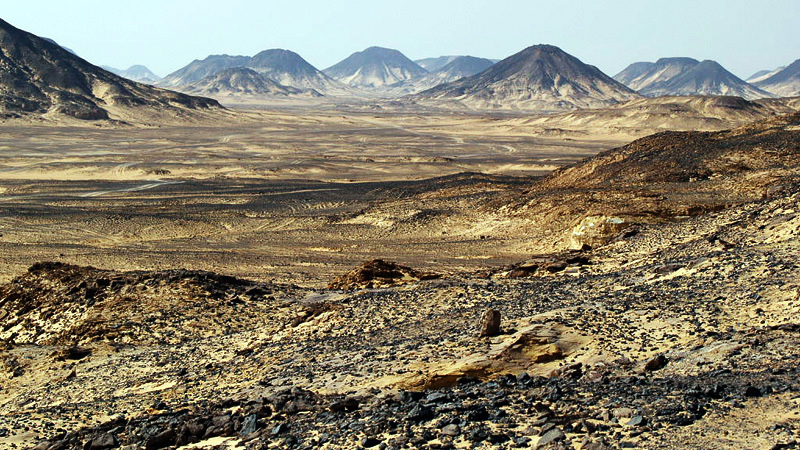
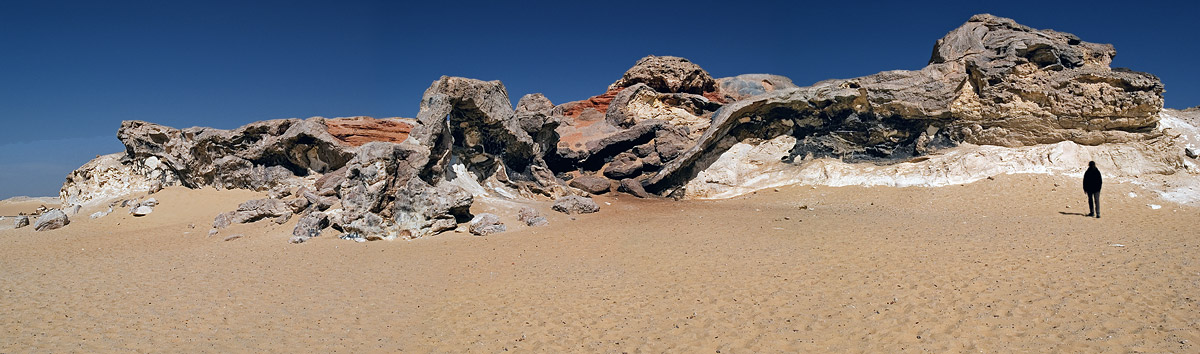
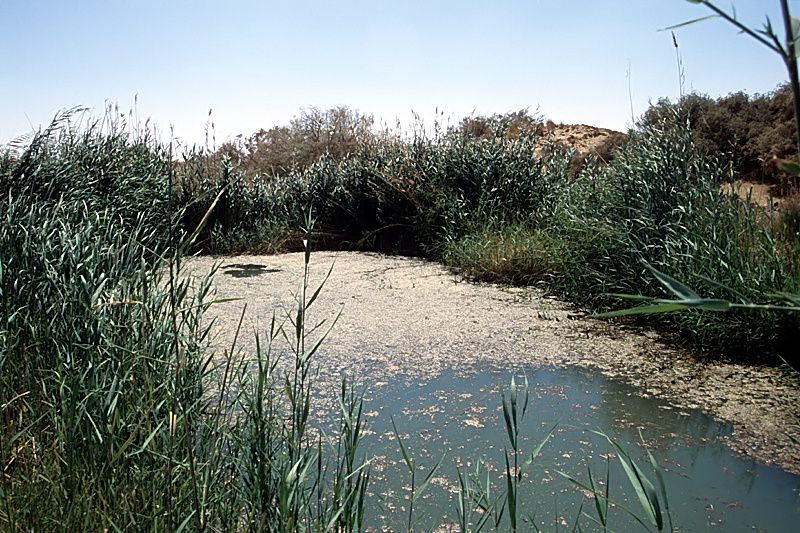
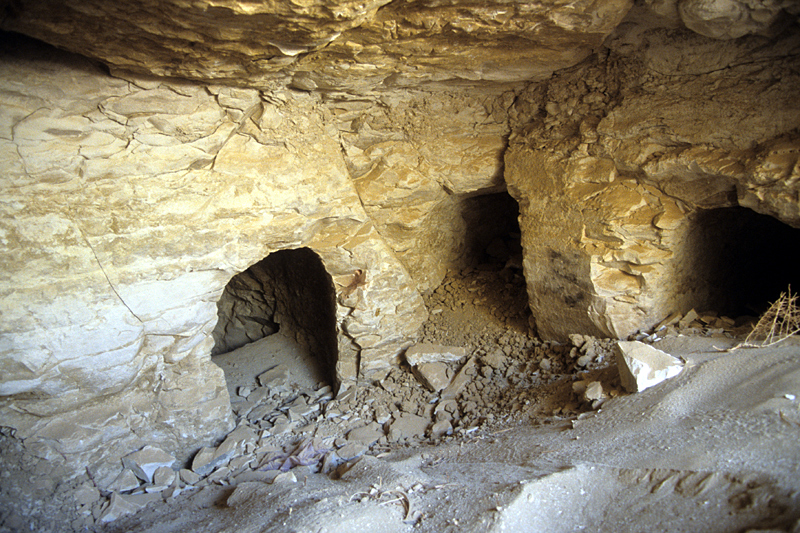
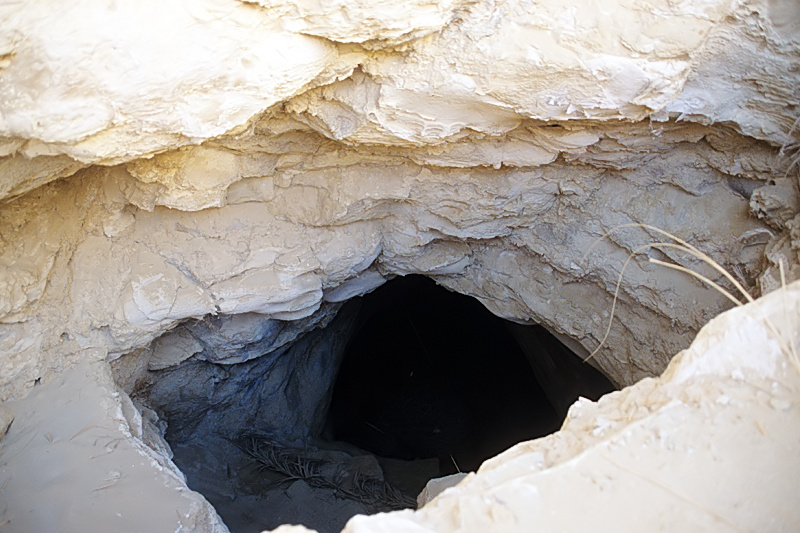
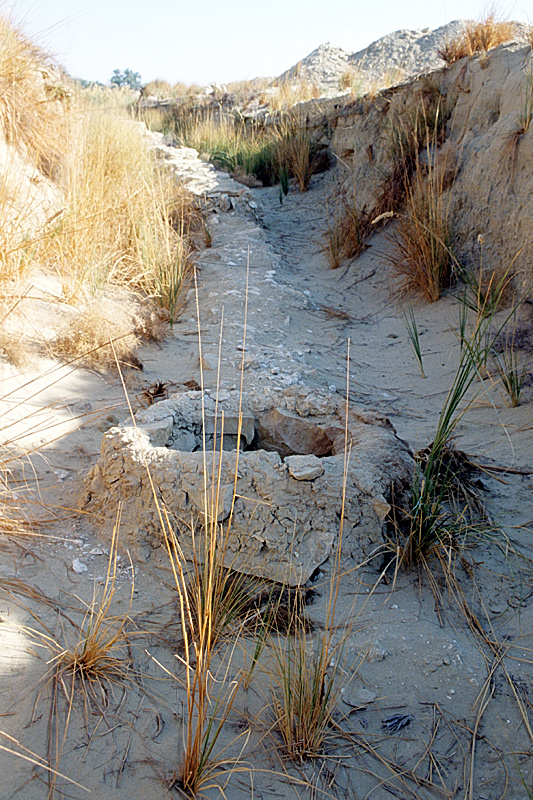
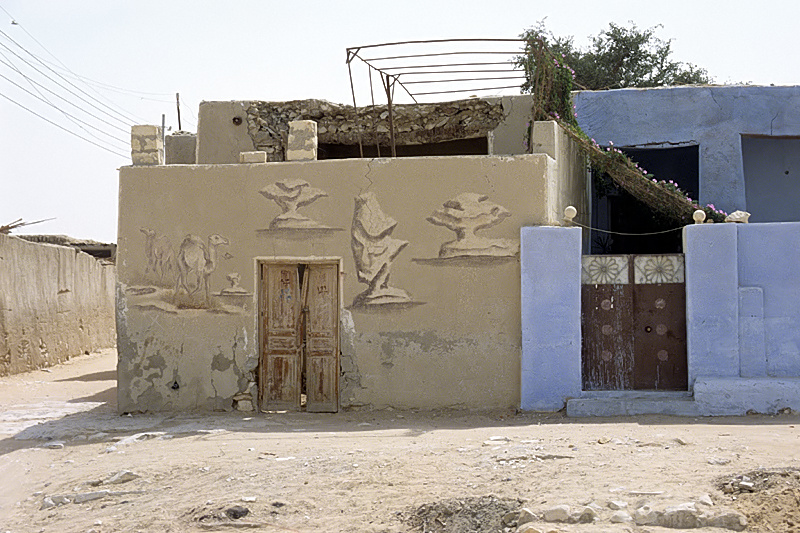
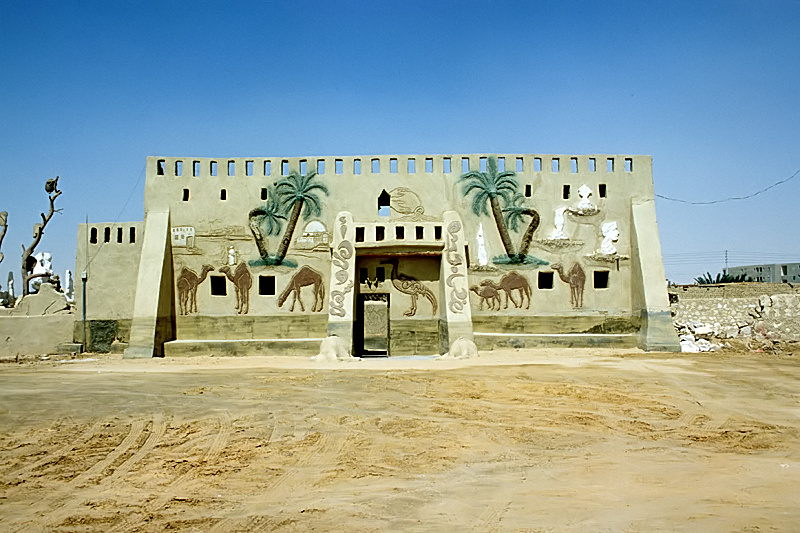
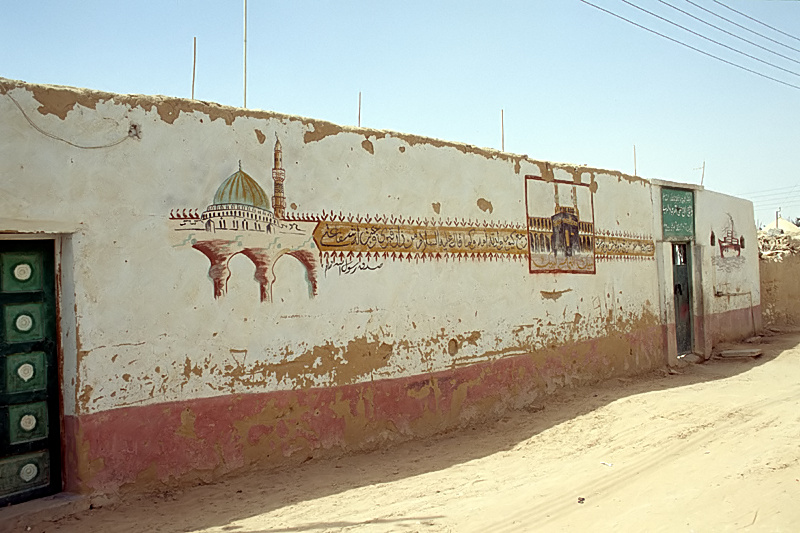
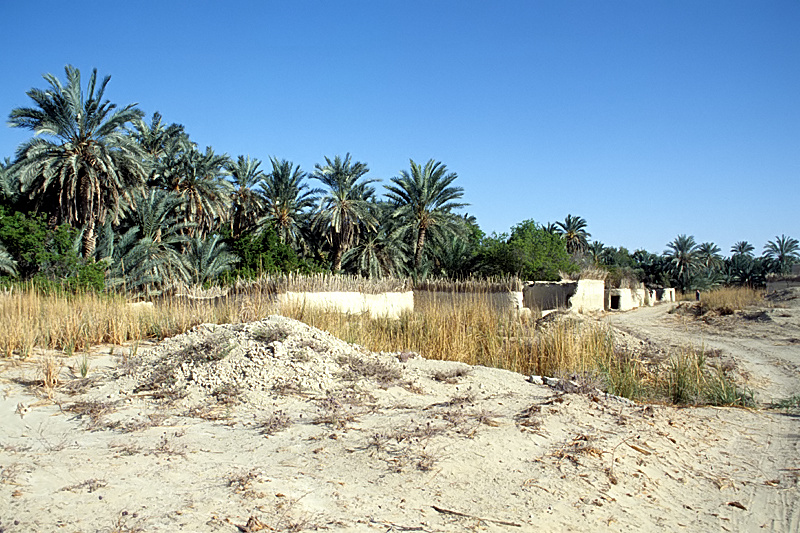
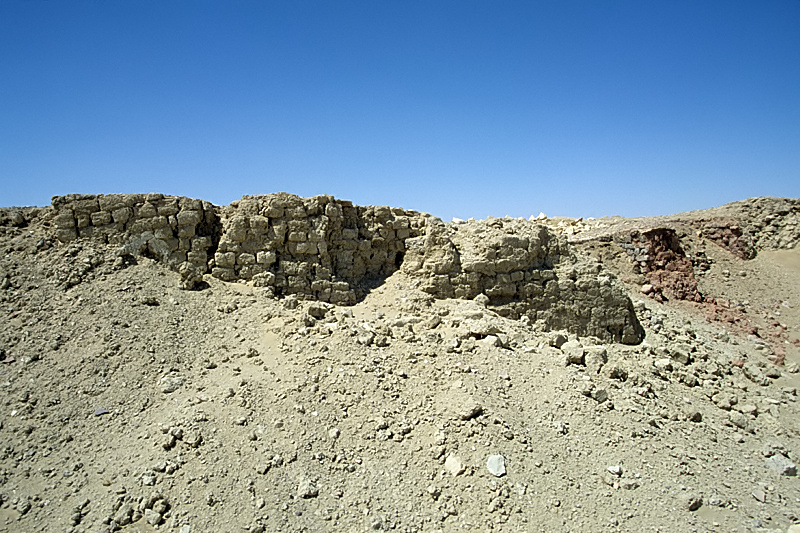
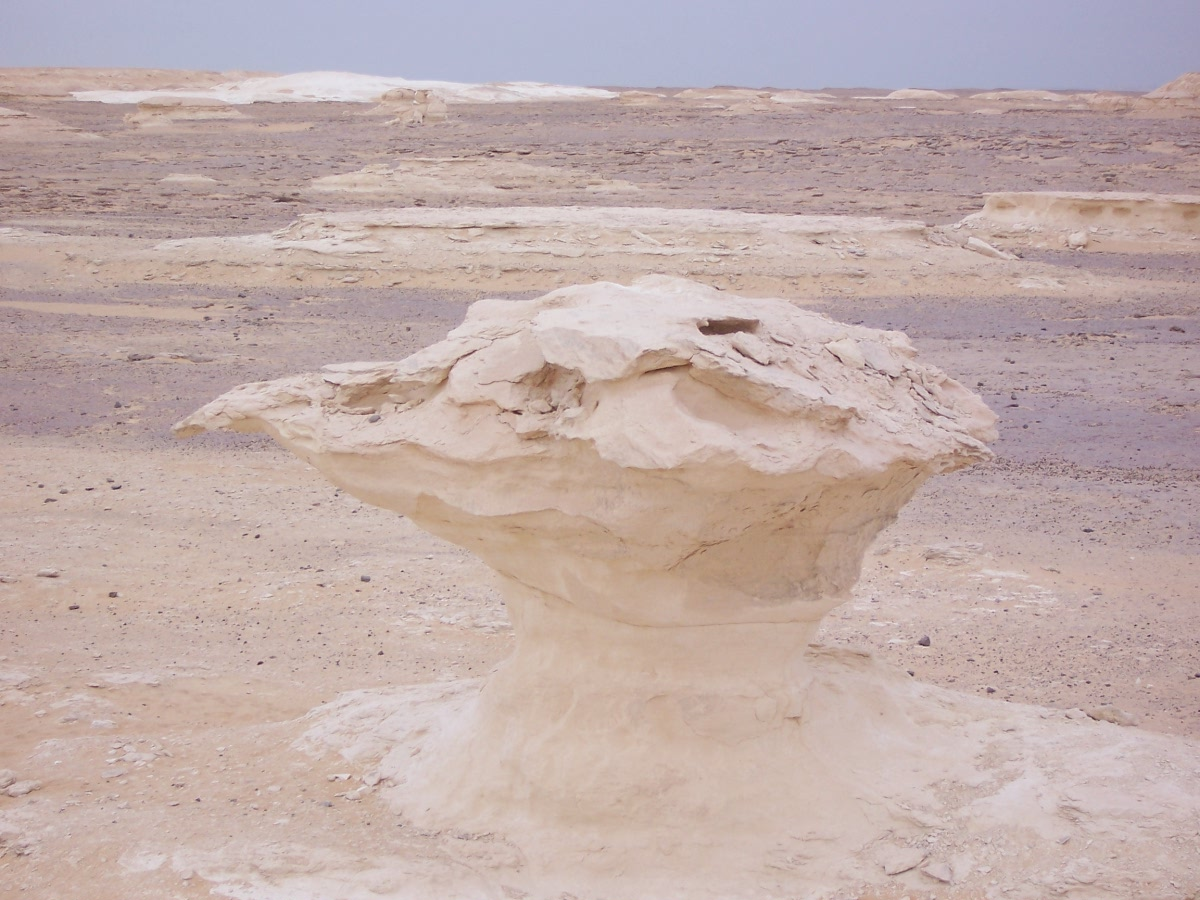
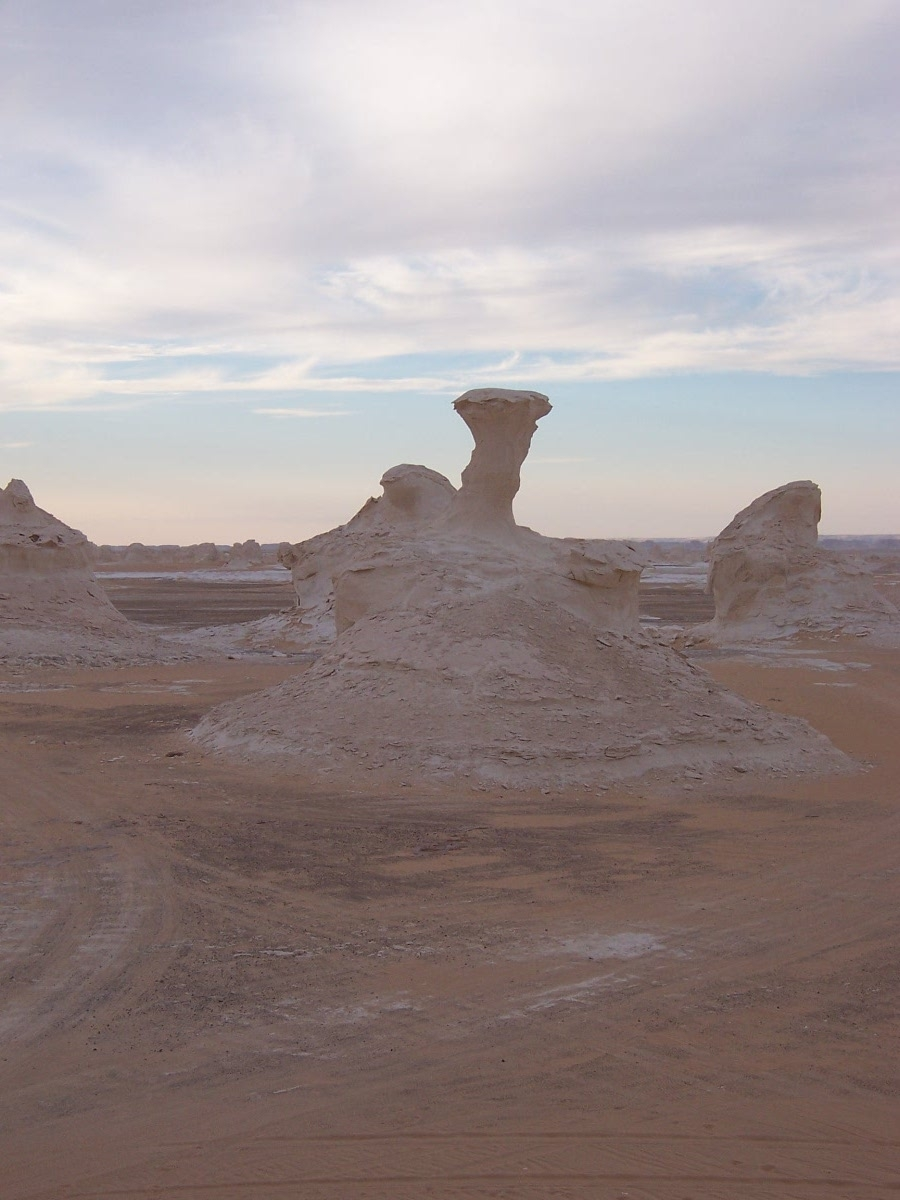
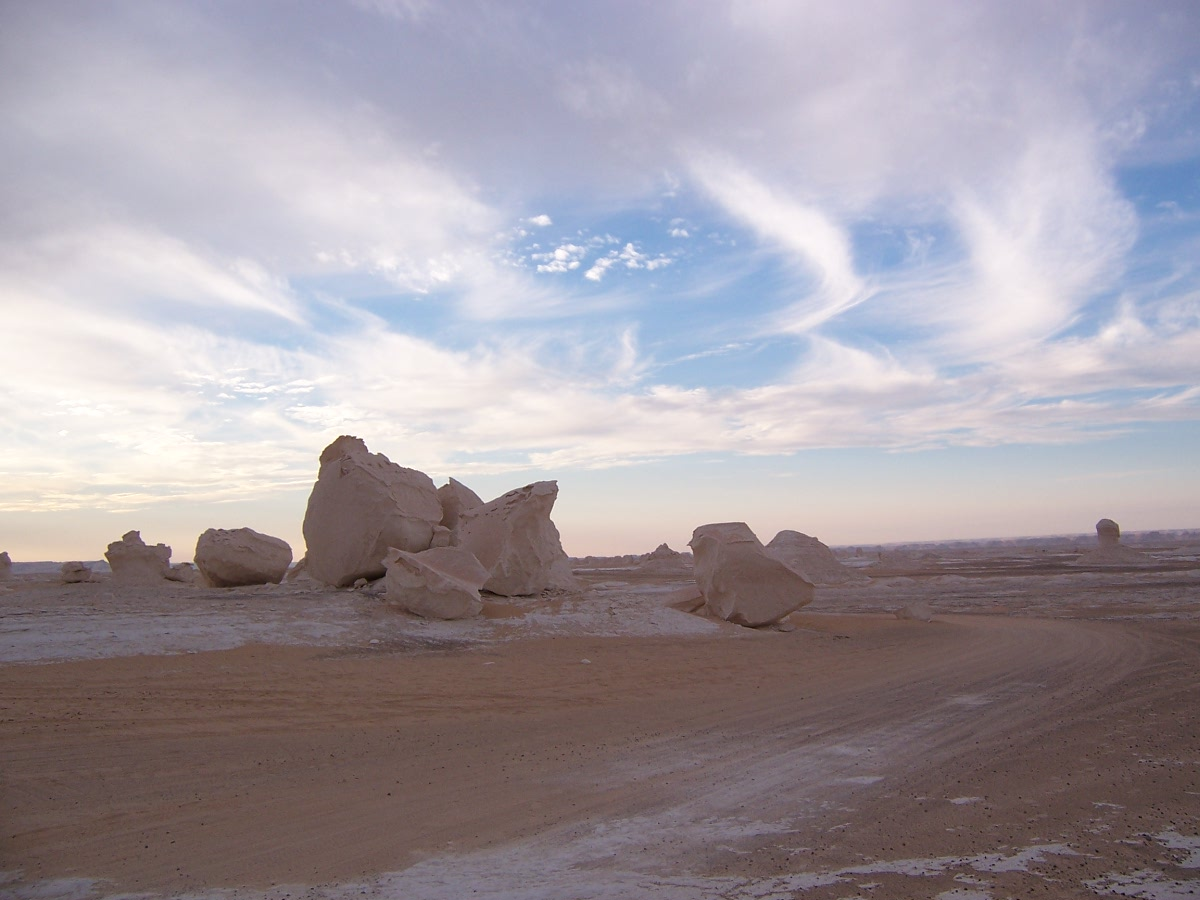
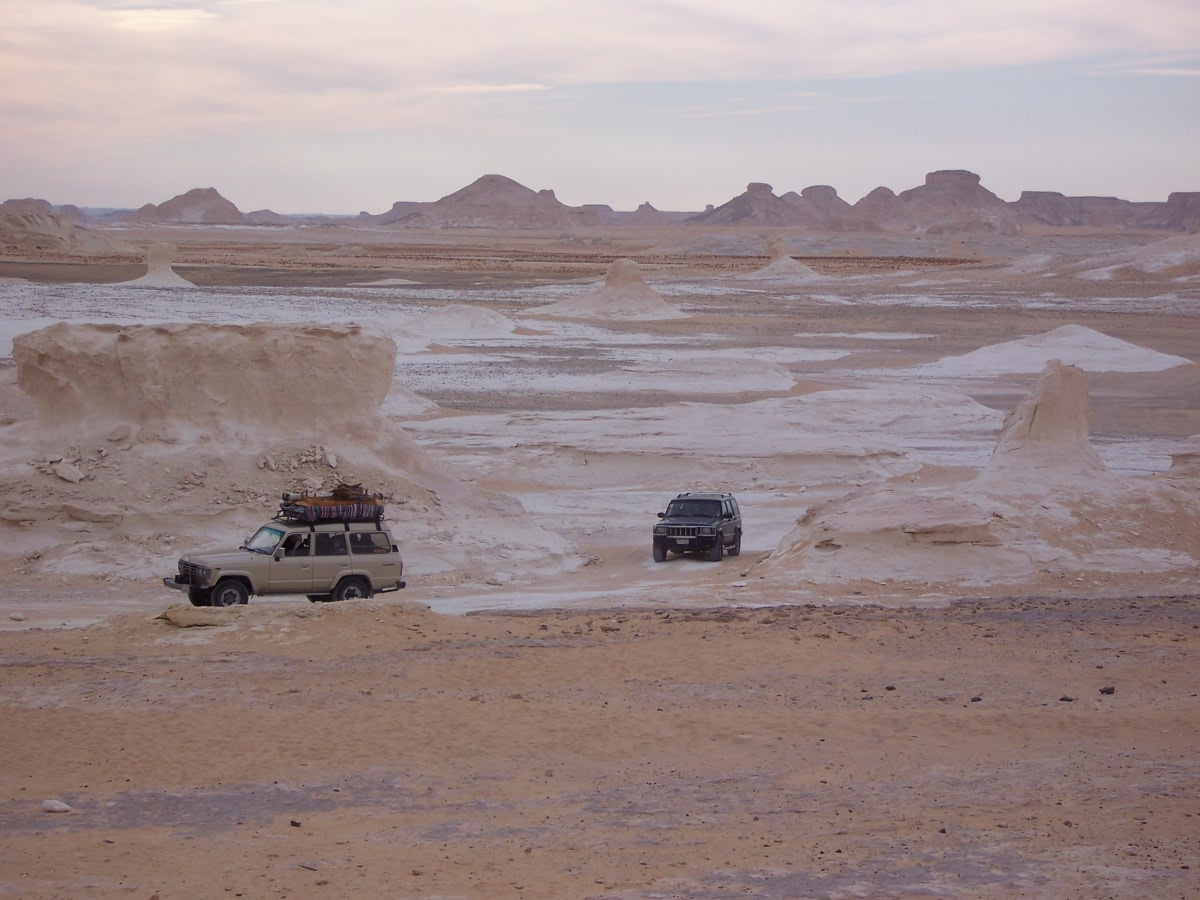
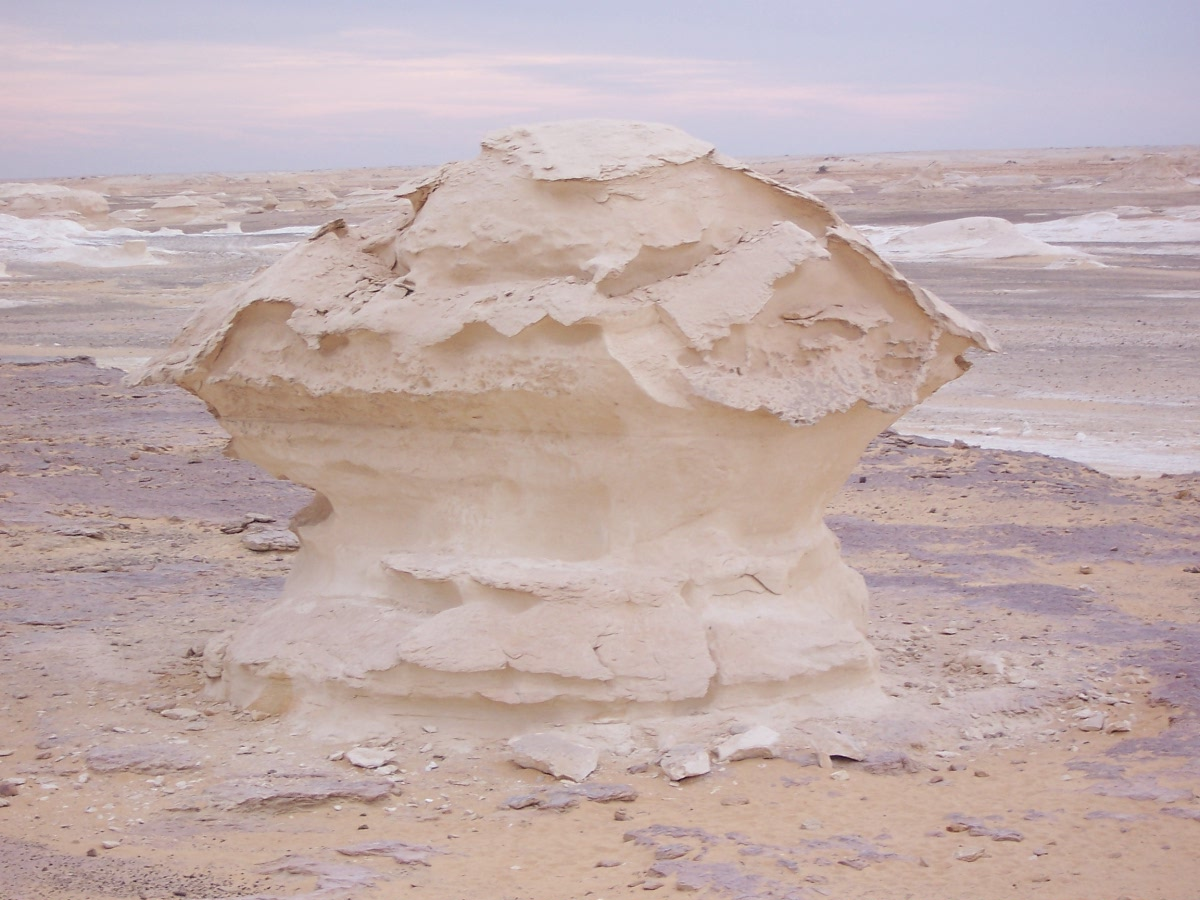
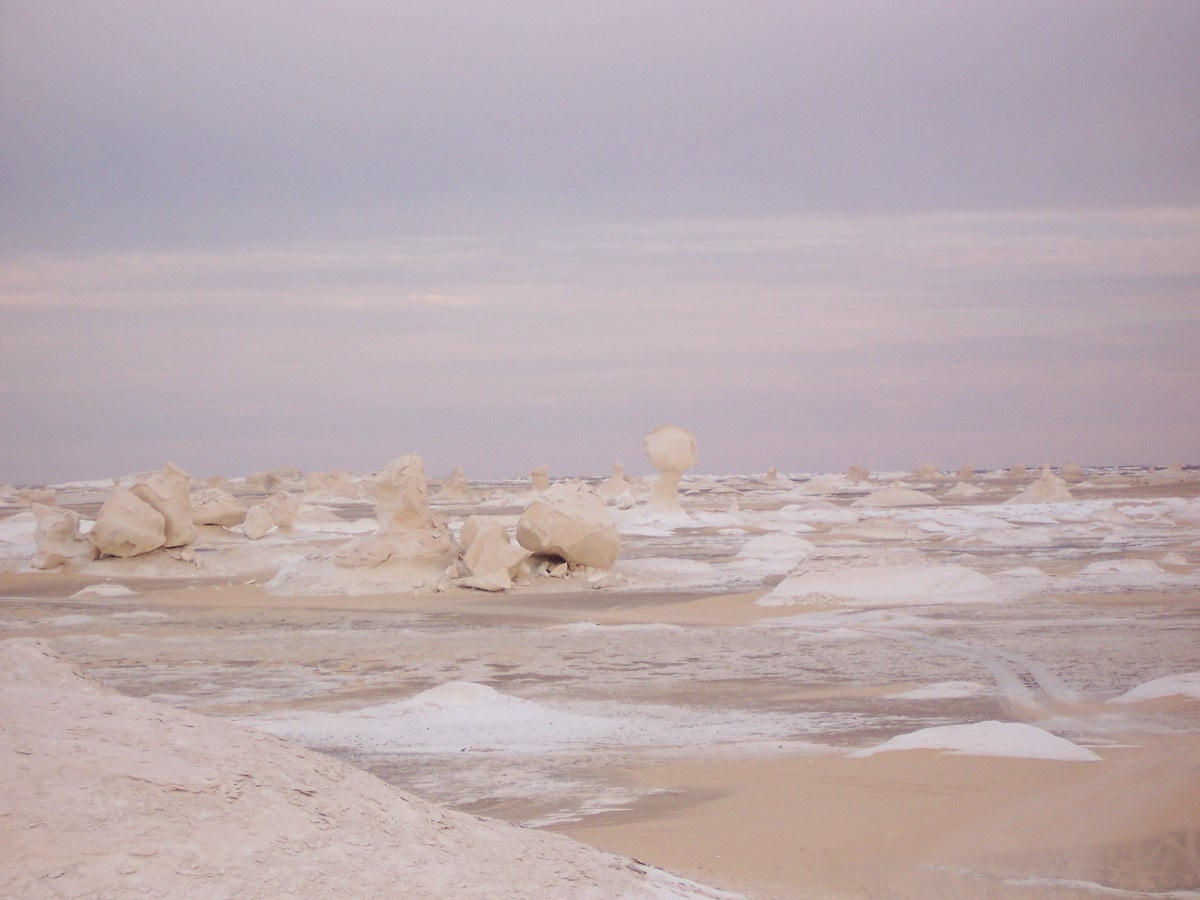
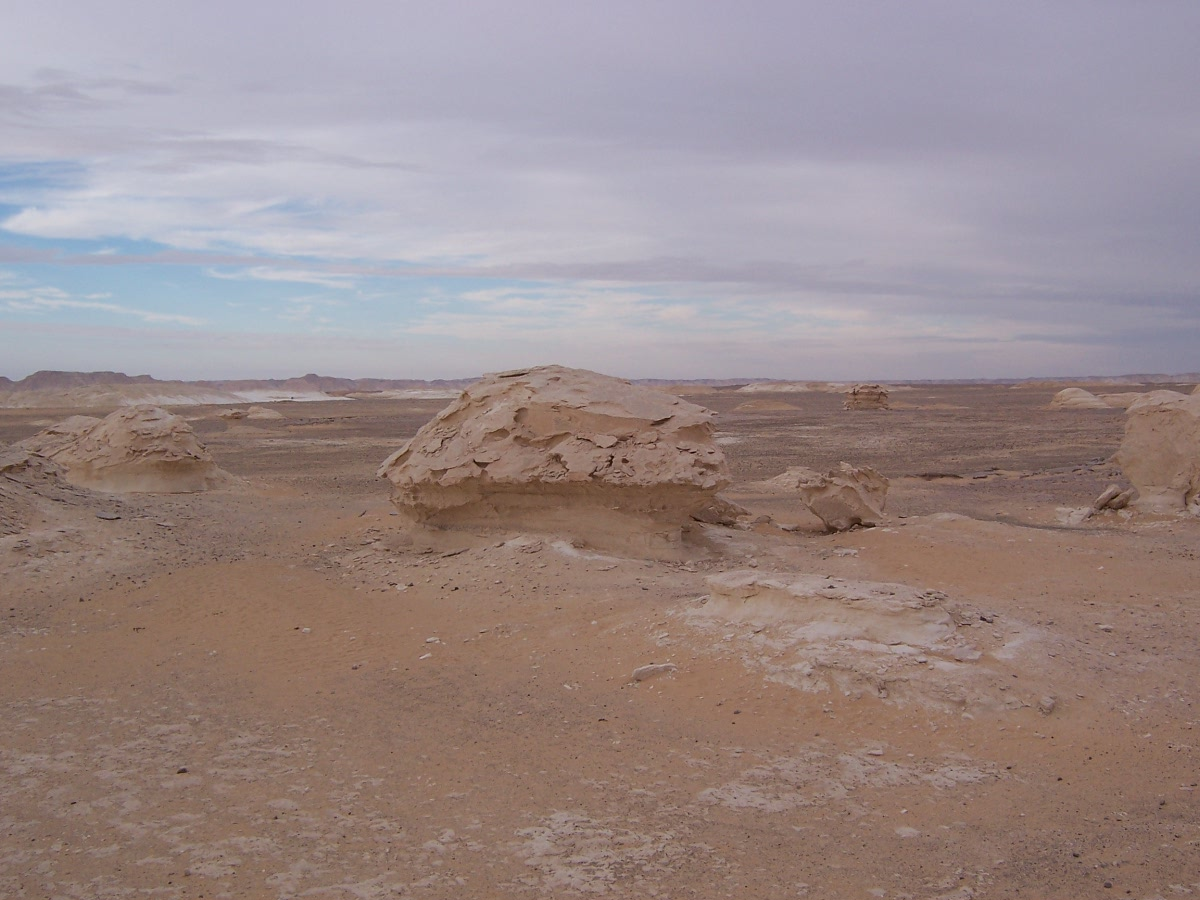
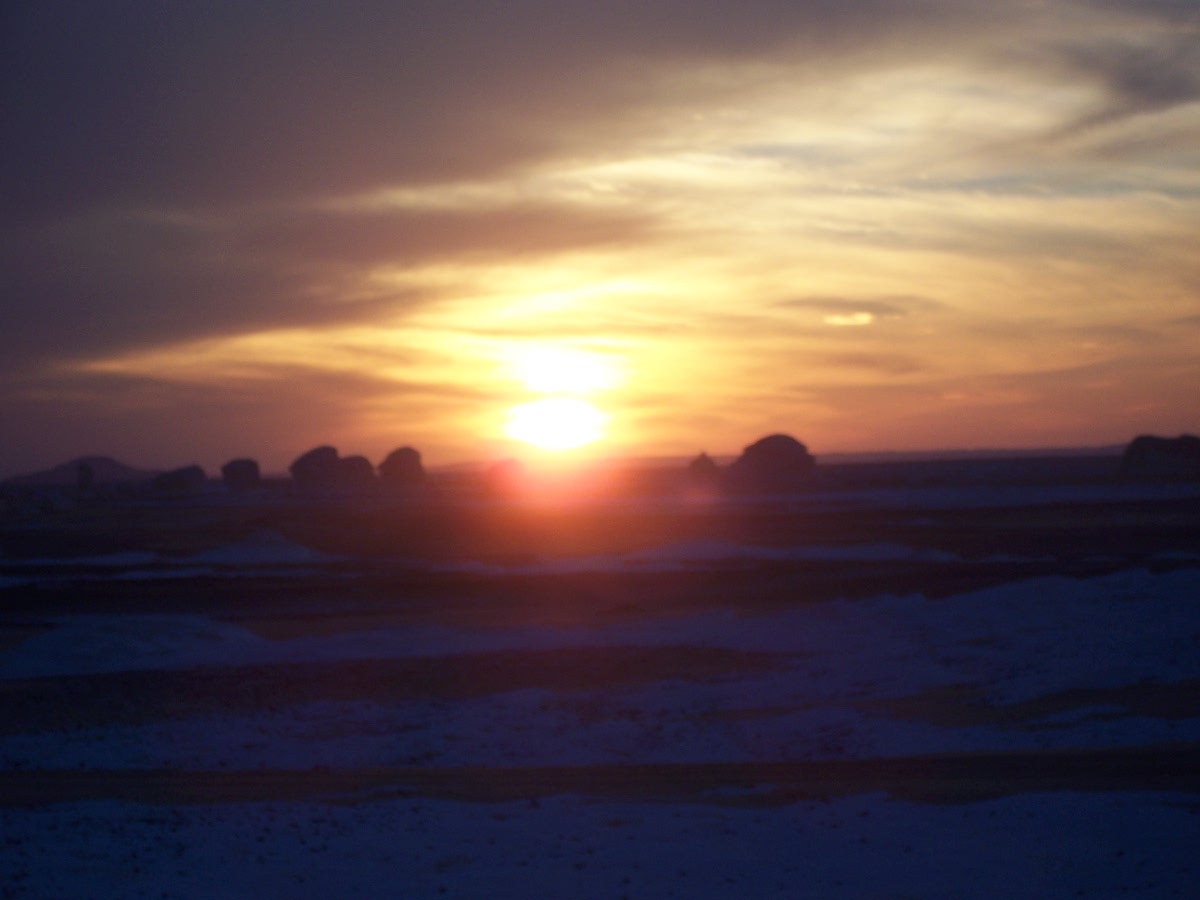
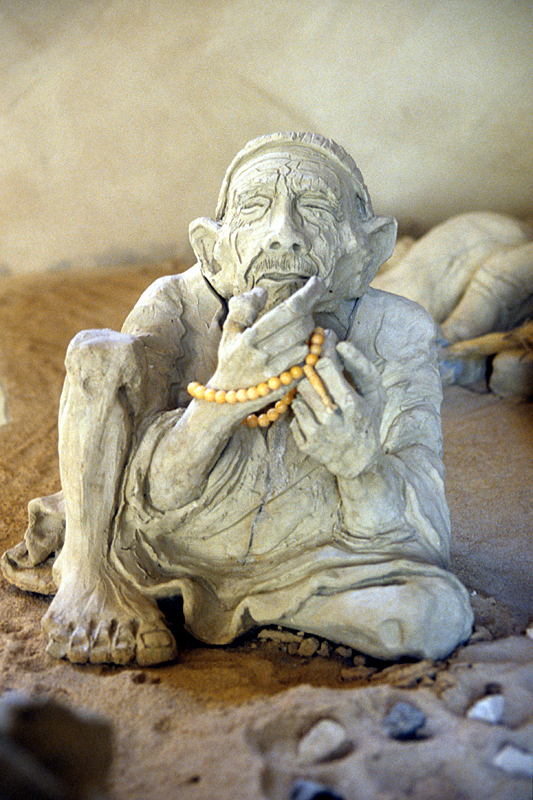
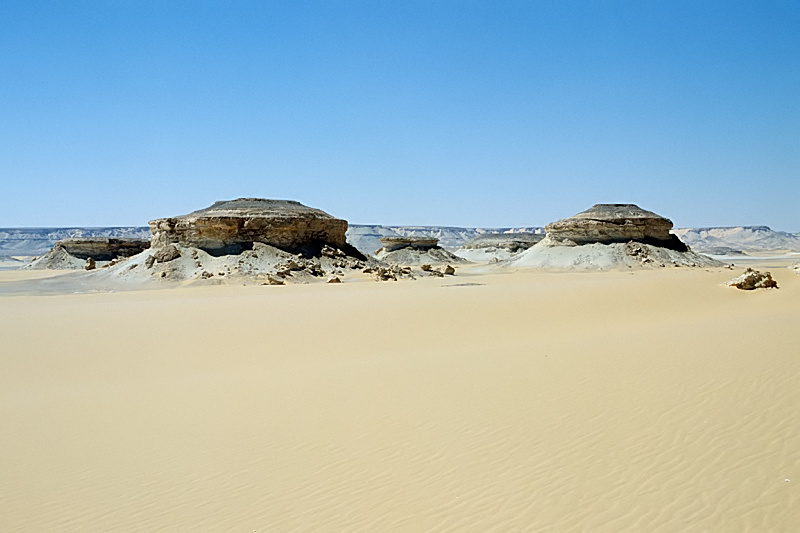
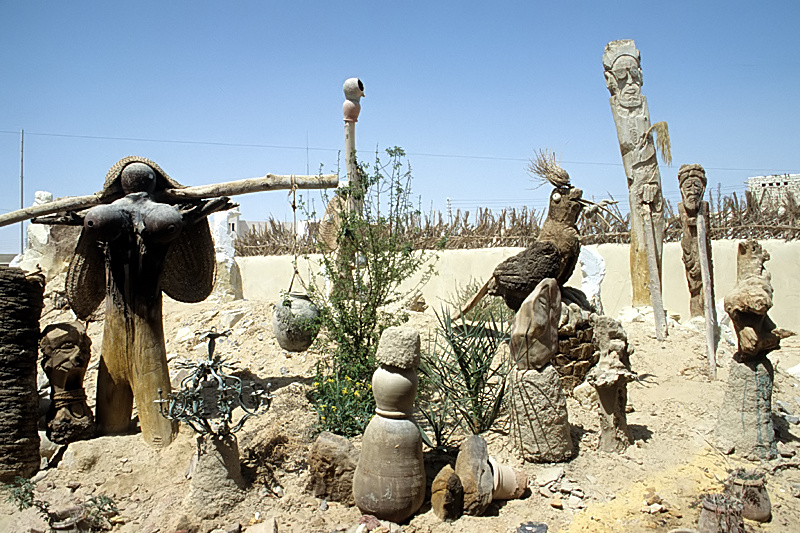
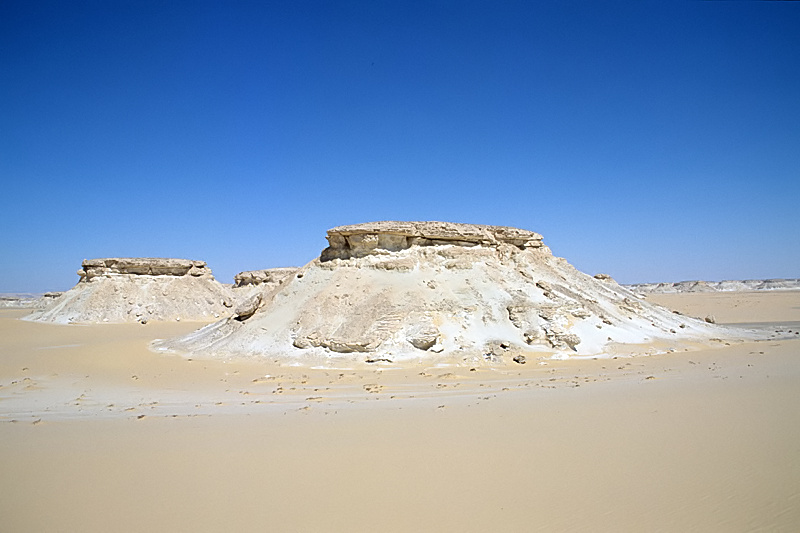
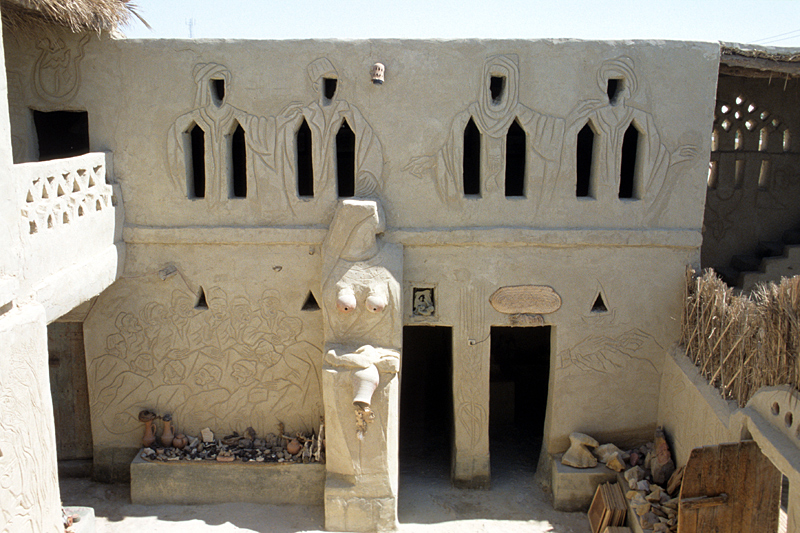
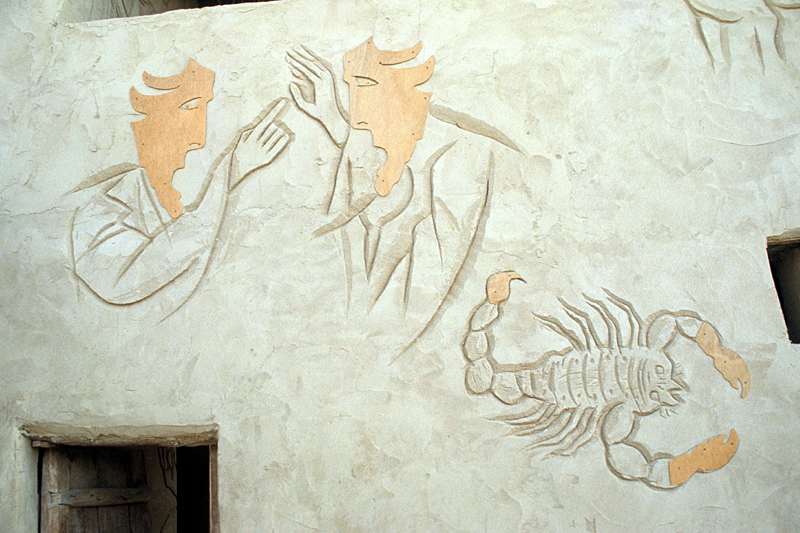
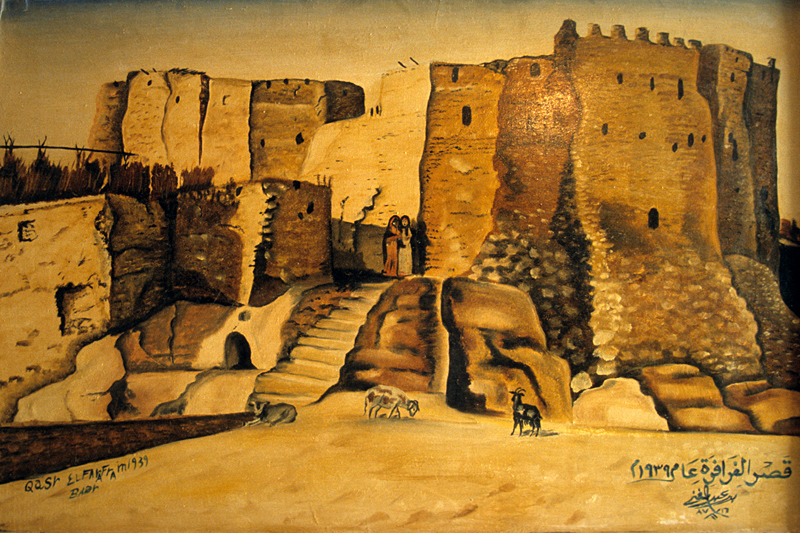
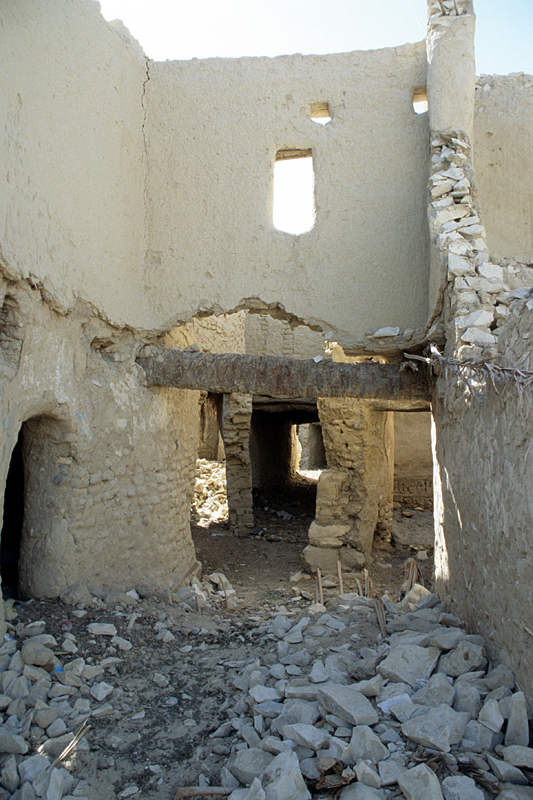
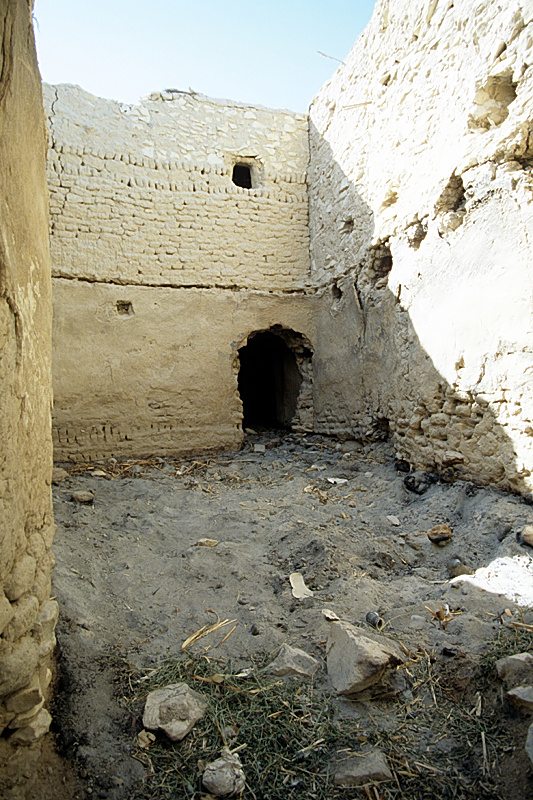
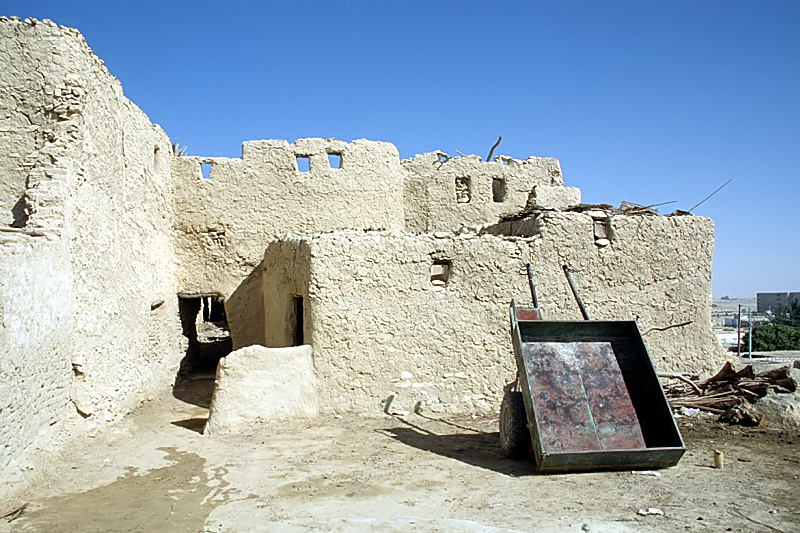
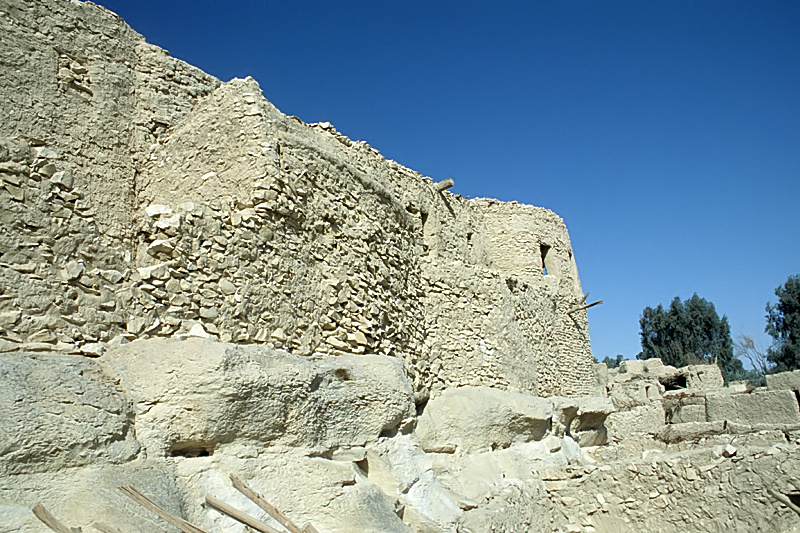
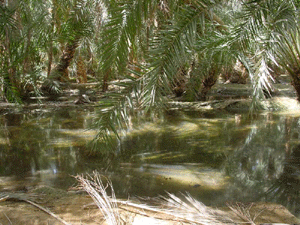
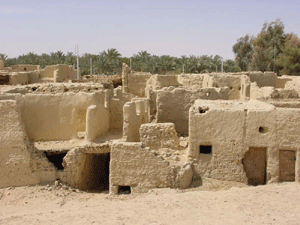
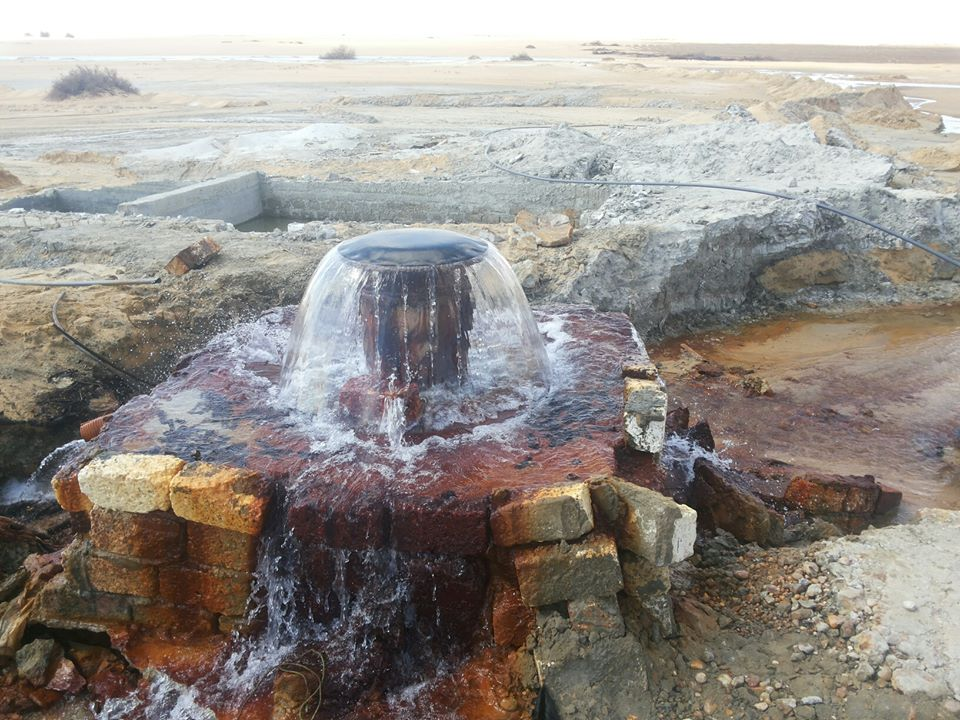